# 영 파더스
영 파더스(영어: Young Fathers)는 2008년 스코틀랜드의 에든버러에서 결성한 밴드이다. 2014년, 첫 정규 음반 “Dead”로 머큐리상을 수상하였다.

## 역사
2008년 당시 청소년이던 알로이셔스 마사콰이, 카유스 반콜, 그레이엄 'G' 헤이스팅스는 에든버러에서 밴드를 결성하여 나이트클럽에서 공연을 시작하였다.
2012년, 영 파더스는 LA에 본사를 두고 있는 레이블인 안티콘과 계약을 맺고, 믹스테이프인 “Tape One”과 “Tape Two”를 발매하고, 스코틀랜드 올해의 음반상(Scottish Album of the Year Award; SAY상)을 수상하였다.
밴드는 새롭게 빅 다다와 계약을 하여 2014년에 첫 정규 음반 “Dead”를 발매하였다. 음반은 음악 평단으로부터 극찬을 받았으며, 머큐리상을 수상하였다. 또한 영국 음반 차트에서 35위, 영국 인디 음반 차트에서 1위를 차지하였다.
대규모 월드 투어를 진행한 후에는, 몰래 베를린으로 가서 두 번째 정규 음반인 “White Men Are Black Men Too”를 작업하여 2015년 4월에 발매하였다.
2017년 6월, 영 파더스는 사우스뱅크 센터에 위치한 로열 페스티벌 홀에서 M.I.A.의 멜트다운 축제에서 공연하였다.
영화 T2: 트레인스포팅 2의 사운드트랙에서 6곡을 참여하였으며, 그중 ‘Only God Knows’는 영화에서 특별히 사용되었다. 영화의 감독이었던 대니 보일은 노래에 대해 "영화를 보다가 심장을 빠르게 뛰게 만드는 노래"라고 묘사하였다.
영 파더스는 2018년 1월 17일. 세 번째 정규 음반인 “Cocoa Sugar”의 발표 소식 및 싱글 ‘In My View’를 발매하였다. 이후 같은 해 3월 9일 영국의 인디펜던트 레이블 닌자 튠을 통하여 발매되었다. 상업적으로는 영국 음반 차트에는 28위를 기록하면서 밴드의 차트 성적 중 최고점을 찍게 된다.
영 파더스는 보이콧, 투자철회 및 제재 운동에 의해, 2018년 루르틀리날레 라인업에서 없어졌다.
FIFA2019 사운드트랙에 참여하였다.

## 멤버
- 알로이셔스 마사콰이(Alloysious Massaquoi)는 라이베리아에서 태어나서 네 살 때 에든버러로 이사를 왔다. 이후 고등학교에서 멤버 두 명을 만났다.
- 카유스 반콜(Kayus Bankole)은 나이지리아 부모 사이에서 에든버러에서 태어났다. 메릴랜드주와 나이지리아에서 몇 년간 살다가, 청소년때 자신이 태어난 도시로 다시 돌아왔다.[11]
- 그레이엄 "G" 헤이스팅스(Graham "G" Hastings)는 에든버러에서 태어났으며, 에든버러 북쪽의 계획 지역인 드라이로에서 자랐다.[12]

## 음반 목록

### 정규 음반
| Dead                                                          | - 발매일: 2014년 1월 31일 - 레이블: 안티콘, 빅 | 21 | 35 | 102 | —   | —  | —  |
| White Men Are Black Men Too                                   | - 발매일: 2015년 4월 6일 - 레이블: 빅 다다     | 19 | 41 | 95  | —   | —  | —  |
| Cocoa Sugar                                                   | - 발매일: 2018년 3월 9일 - 레이블: 닌자 튠     | 9  | 28 | 37  | 173 | 89 | 14 |
| "—" 은 해당 국가 차트의 순위에 오르지 못했다는 것을 의미한다. |                                                |    |    |     |     |    |    |

### 믹스테이프
| Title    | 정규 음반                                 |
| -------- | ----------------------------------------- |
| Tape One | - 발매일: 2011년 11월 - 레이블:안티콘     |
| Tape Two | - 발매일: 2013년 6월 11일 - 레이블:안티콘 |